# Гидроксигидрохинон
Гидроксигидрохино́н, или гидроксихино́л (1,2,4-тригидроксибензол), — ароматическое органическое вещество, один трёх структурных изомеров триоксибензола. Бесцветные кристаллы плоской или призматической формы, окисляясь на воздухе быстро приобретают чёрный цвет. Хорошо растворим в воде и полярных растворителях.

## Получение
Промышленно производится путём ацетилирования уксусным ангидридом 1,4-бензохинона с последующим гидролизом триацетата. Другие способы состоят в окислении перекисью водорода резорцина, а также через окисление в реакции Дейкина 2,4- или 3,4-дигидроксибензальдегида либо 2,4- или 3,4-дигидроксиацетофенона. Кроме того, может быть получен дегидрированием фруктозы.
Исторически применялся метод синтеза гидроксигидрохинона действием гидроксида калия на гидрохинон.

## Нахождение в природе
Гидроксигидрохинон широко распространён в качестве промежуточного продукта биодеградации многих ароматических веществ, в том числе хлорфенолов (включая пестицид 2,4,5-T). Также образуется в результате разложения катехинов и других природных фенолов растительного происхождения микроорганизмами, например, почвенными бактериями Bradyrhizobium japonicum.
В некоторых организмах выступает в роли метаболита, в частности у грибов гидроксигидрохинон-1,2-диоксигеназа окисляет гидроксигидрохинон кислородом с образованием 3-гидрокси-цис,цис-муконовой кислоты.